# Huanwang
Król Huan z dynastii Zhou (chiński: 周桓王; pinyin: Zhōu Húan Wáng) – czternasty władca tej dynastii i drugi ze wschodniej linii dynastii Zhou. Rządził w latach 719-697 p.n.e. Jego następcą został jego syn, Zhuangwang.